# Enrique Curiel
Enrique Federico Curiel Alonso (Vigo, 15 de abril de 1947 - Majadahonda, 2 de marzo de 2011) fue un político y politólogo español.

## Biografía
Licenciado en Ciencias Políticas, fue profesor titular en la Facultad de Ciencias Políticas y Sociología de la Universidad Complutense de Madrid de 1993 a 2004 y desde 2008. Tras estudiar el bachillerato en su Galicia natal, llegó a Madrid en 1965. Durante la su etapa universitaria residió en el Colegio Mayor Ximénez de Cisneros. Se incorporó primero al Partido Socialista del Interior dirigido por Enrique Tierno Galván, para pasar en 1968 al Partido Comunista de España. Desarrolló una intensa labor en el Sindicato Democrático de Estudiantes Universitarios de Madrid y desempeñó un importante papel, junto con su compañera y mentora Pilar Brabo, en la dirección del potente Comité Universitario del Partido Comunista de España, partido del que años después llegó a ser vicesecretario general en tiempos de Gerardo Iglesias. Formó parte de Izquierda Unida, durante los primeros tiempos de dicha formación política, la cual abandonó en 1988 por diferencias con el entonces coordinador general de la misma, Gerardo Iglesias. Tras su salida fundó la Fundación Europa que en 1990 ingresó en el Partido Socialista Obrero Español (PSOE) considerando a este partido la casa común, el tronco común de la izquierda.
Murió de cáncer el 2 de marzo de 2011. En su entierro, el féretro con sus restos estuvo acompañado de la bandera del Partido Comunista y una rosa, representativa del Partido Socialista.

## Cargos electos
Entre 1986 y 1988 fue diputado en el Congreso de los Diputados en las listas de Izquierda Unida, elegido por la circunscripción de Córdoba. Entre 1991 y 1993 fue concejal en el Ayuntamiento de Madrid, elegido en las listas del PSOE. Entre 1993 y 1996 fue diputado en el Congreso, elegido en las listas del PSOE por Pontevedra. En el año 2004 fue elegido para el Senado en las listas del PSOE, también por la circunscripción de Pontevedra, siendo secretario del Grupo parlamentario socialista en el Senado y manteniendo su escaño hasta 2008.